# ويليام نورمان غريغ
ويليام نورمان غريغ (بالإنجليزية: William Norman Grigg)‏ هو عازف قيثارة وصحفي وكاتب ومحرر أمريكي، ولد في 4 فبراير 1963 في بورلي في الولايات المتحدة، وتوفي في 12 أبريل 2017.